# Archiearis notha
« Illégitime (papillon) » redirige ici. Pour les autres significations, voir Illégitime (homonymie).
Espèce
Archiearis notha, l'Illégitime ou Bréphode du tremble, est une espèce de lépidoptères (papillons) de la famille des Geometridae, de la sous-famille des Archiearinae et du genre Archiearis.
Synonymie
- Archiearias notha
- Boudinotiana notha (Hubner, 1803)
- Brephos notha
- Brephos nothum

Cette espèce fréquente les bois humides, les bords des cours d'eau où poussent les trembles (Populus tremula), les bouleaux, les saules.

## Dénomination
L'Illégitime a été nommée Archiearis notha par Jakob Hübner en 1803.

## Description

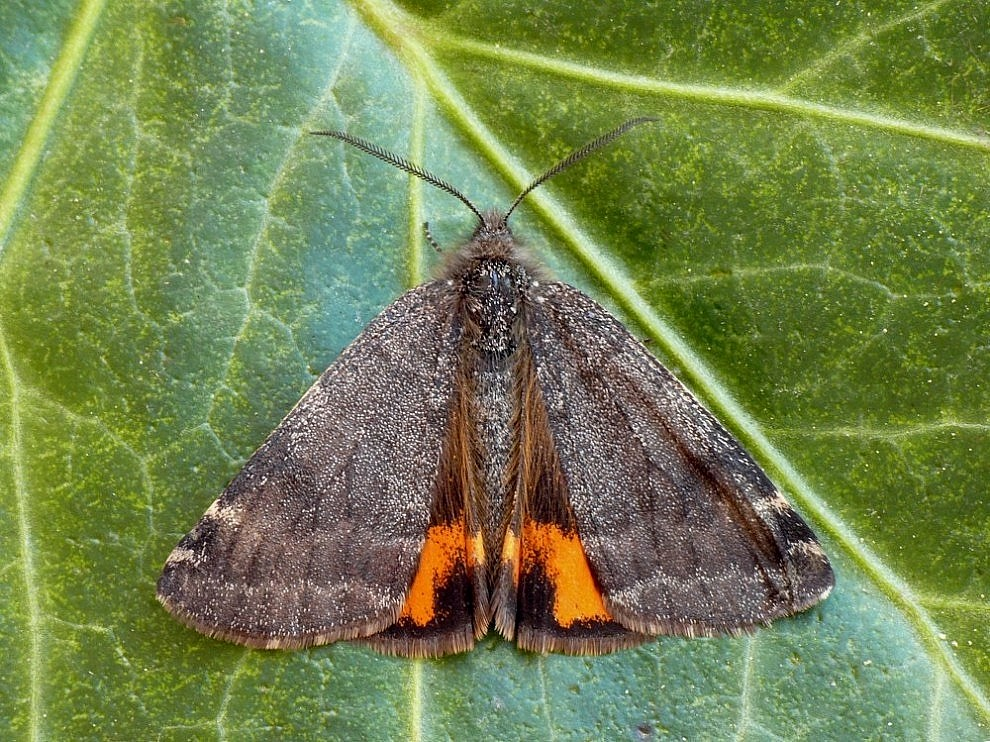
Archiearis notha

Plus petit que Archiearis parthenias, l'imago d'une envergure d'environ 35 mm, montre des ailes antérieures brunes plus uniformes que celles de l'espèce proche Archiearis parthenias.
Les ailes postérieures étalées, (de couleur orange avec un peu de brun vers le corps et une frange terminale brune) contrastent avec les antérieures, mais ne sont pas visibles quand le papillon est au repos (mimétisme oblige).

## Chenille
La chenille se nourrit sur le tremble, parfois aussi sur les bouleaux et le saule marsault.

## Chrysalide
Hiverne dans un cocon sous les écorces ou dans du bois en décomposition.

## Distribution
Espèce paléarctique, répandue dans toute l'Europe, de l'Espagne centrale à l'Asie jusqu'au Japon.
En France métropolitaine, elle réside dans la partie nord, le Centre, les Alpes, une partie des Pyrénées, l'Ouest (Vendée, Aquitaine) .

## Biologie

### Période de vol
Papillon univoltin, l'Illégitime vole autour des chatons des trembles, des saules, de mars à mai en fonction de l'emplacement.